# Ломачук Дмитро Федорович
Ломачук Дмитро Федорович (нар. 22 жовтня 1955) — український кінорежисер, Голова правління Об'єднання кінематографістів "КІНОЛОГОС" (www.kinologos.org.ua) член Національної спілки журналістів України, академік Академії сучасного мистецтва Української Академії Наук, доктор мистецтвознавства, заслужений працівник культури України, Народний діяч культури та мистецтва України. Лауреат Шевченківської премії та Премії ім. Івана Огієнка, Міжнародної кінопремії «Логос-Sinema».

## Біографія
Творча діяльність Д. Ф. Ломачука спрямована в основному на відродження та популяризацію української культури, звичаїв, обрядів та традицій українського народу.
Його творчих шлях розпочався на посаді директора та режисера мистецького колективу народного артиста України Івана Поповича. Створені ним концертні програми користувалися дуже великою популярністю серед глядачів і відзначалися саме тим, що в них основною темою була популяризація української пісні, української культури із самих глибин її виникнення. Саме тому йому було довірено проведення перших річниць Дня Незалежності України в м. Чернігові (1992 р., 1993 р.) та велика кількість концертів в інших містах України. Дмитро Федорович був ініціатором і режисером великого дійства для українців всього світу — Першого в Незалежній Україні Міжнародного фестивалю української пісні «Українці всього світу — єднаймося!», що проходив у Палаці мистецтв «Україна» у 1994 році, де брали участь українці зі всього світу.
У 1994 році творчий колектив молодих українських артистів, очолюваний Д.Ломачуком, стає володарем Гран— Прі у м. Пардубіце (Чехія) та Лауреатом пісенного фестивалю у м. Чикаго (США). З 1994 року Ломачук Д. Ф. присвячує себе кіно та телебаченню і одним із перших в Україні створює мережу кабельного телебачення, де впроваджує першу вітчизняну техніку для трансляції телевізійних програм по кабельних мережах.

## Творчі здобутки
Як автор сценаріїв і режисер, Дмитро Федорович створив десятки телевізійних програм та документальних фільмів. Деякі із них такі, як «Подорож У Гімалаї», «Подорож по Криму» стали як навчальні посібники для навчальних закладів України та Нідерландів. Документальний фільм «Володимирський кафедральний собор у Києві» неодноразово отримував високі нагороди на Міжнародних фестивалях документального кіно. Дмитро Ломачук приділяє дуже багато уваги українській культурі, звичаям та обрядам українців. Створений під його керівництвом цикл документальних фільмів «Народний календар» отримав Гран-Прі телевізійного фестивалю «Євразійський калейдоскоп» у м. Москві, І-шу премію Міжнародного телефестивалю «Духовна культура» у м. Тирасполі та Диплом Лауреата Міжнародного конкурсу телефільмів «Культура народів світу» у США за фільм «Зниклі цивілізації Мексики».
У 2005 році під безпосереднім керівництвом Д.Ломачука вийшов у світ 10-тисячним тиражем перший в Україні мультимедійний компакт-диск «Тарас Шевченко. Кобзар», що відразу здобув дуже велику популярність серед студентів, школярів та всіх, хто вивчає творчість Великого Генія, а згодом і мультимедійний компакт-диск «Тарас Шевченко. Художник».
Під керівництвом та безпосередній участі, як автора сценарію та головного режисера, Д.Ломачуком створено 72-серійний телесеріал «ЛОГОС», в якому у популярній документально-художній формі розповідається про виникнення мови, культури, писемності українців від Трипільської доби до сьогодення. Його вже мали змогу подивитися глядачі Національного телеканалу України, КДТРК, каналу «РАДА» та багатьох країн країн світу на каналі УТР всесвітньої служби українського телебачення, а також на каналах Молдови та Росії. Протягом 2010—2011 р. як автор сценарію та режисер Дмитро Ломачук проводить зйомки художнього фільму «Юрій Кульчицький». У 2013 році до 200-річниці від дня народження Тараса Шевченка створив документальний фільм-трилогію «Тарас Шевченко» до якої увійшли фільми «Віра», «Поступ» та «Воскресіння». У 2014 році створив документальний повнометражний фільм «Правда Майдану». Цей фільм створено за участі людей, які вийшли на Майдан і повстали проти беззаконня. Вони дадуть відповідь на запитання, які чомусь не ставилися раніше. Ці питання хвилюють учасників революції. Їх уникають її вороги. Їх ігнорує влада. Але відповіді на них потрібні — і нам, і тим, хто був по інший бік барикад. А найбільше вони потрібні тим, хто вірить, що брехня про Майдан — це правда. З 2015 року починає роботу над патріотичним телесеріалом  «Героїчне минуле: від Святослава до Небесної сотні». До повномаштабного вторгнення рашистських окупантів творено 9 серій: «Святослав», «Петро Сагайдачний», «Іван Виговський», «Петро Дорошенко», «Іван Мазепа», «Іван Богун», «Іван Сірко», "Пилип Орлик", "Данило Нечай". В даний час працює над трилогією "Пекельні обійми". Стврено першу серію та йде робота над другою і третьою.

## Нагороди
За популяризацію української культури та допомогу українцям за кордоном Дмитрові Федоровичу присвоєно почесне звання заслужений працівник культури Молдовської Республіки і нагороджено державною нагородою цієї держави «За інтернаціональну допомогу». За значний внесок в популяризацію української культури він нагороджений медаллю Міжнародної асоціації працівників культури та мистецтва «За особистий внесок у зміцнення міжнародних культурних зв'язків» та орденами «Золотий Хрест» та «Срібний Хрест», Почесним Дипломом Європейського Університету, «Почесною грамотою Київської ради профспілок». За довголітню плідну творчу працю відзначений Подякою та Почесною грамотою Київського міського Голови, а також орденом «Знак пошани», нагороджений 25 орденами і медалями державних та громадських організацій України і зарубіжжя. За особливі заслуги перед українським народом нагороджений «Почесною Грамотою Верховної Ради України». Має звання «Заслужений працівник культури України». Лауреат Всеукраїнської премії імені Івана Огієнка за 2014 рік  в номінації «Громадська, політична і духовна діяльність». Народний Герой України.

## Фільмографія
- 2003 : «Володимирський собор», документальний фільм
- 2013 : «Тарас Шевченко», документальний фільм-трилогія
  - «Віра» — перша серія документального фільму
  - «Поступ» — друга серія документального фільму
  - «Воскресіння» — третя серія документального фільму
  - 2014-2019: Документальний серіал - "Героїчне минуле: Від Святослава до Небесної Сотні":
  - "Святослав"[2],
  - "Петро Сагайдачний"[3],
  - "Іван Виговський"[4],
  - "Іван Мазепа"[5],
  - "Петро Дорошенко"[6],
  - "Іван Богун"[7],
  - "Іван Сірко"[8],
  - "Данило Нечай"[9],
  - "Правда Майдану"[10].
  - 80-серійний Науково-публіцистичний телесеріал "ЛОГОС"[11]